# Charles Ogier
Charles Ogier, född omkring 1595 i Paris, död på samma plats 11 augusti 1654, var en fransk advokat och legationssekreterare hos den franske ambassadören i de nordiska länderna, Claude de Mesmes d'Avaux, 1634–1635.
Charles Ogier var son till en jurist i Paris och bror till författaren François Ogier. Han bedrev studier i Bourges och Paris, tog en examen i juridik på Universitetet i Valence, och praktiserade därefter som advokat i Paris. Ogier skrev under ambassaden till Danmark, Sverige och Polen en dagbok på latin.

## Ambassad till Danmark, Sverige och Polen
Charles Ogiers dagbok, tillsammans med Lorenzo Magalottis några årtionden senare skrivna reseskildring, har blivit de viktigaste källorna till hur stormaktstidens Sverige kunde te sig i ett utifrånperspektiv. Den första delen av Ogiers dagbok trycktes första gången i Paris 1656 med titeln Caroli Ogerii Ephemerides sive iter Danicum, Svecicum, Polonicum. En planerad andra del trycktes aldrig, och manuskriptet till den låg länge orört tills det 1814 köptes av British Museum.
De avsnitt i del 1 som handlar om Ogiers vistelse i Sverige trycktes första gången på svenska i Stockholms magasin 1780, och som bok 1828. En med noter kompletterad modernare översättning utgavs 1914 av Sigurd Hallberg, och den har därefter utkommit i flera upplagor.
Ogiers beskrivning karakteriseras av en stark katolsk vinkling men är mycket rik på detaljer, särskilt gällande kulturella särdrag och sådant som Ogier uppfattade som starkt kontrasterande mot den franska livsstilen. Ogiers detaljerade beskrivning av verksamheten vid Falu koppargruva är av stort teknik- och kulturhistoriskt intresse.

## Senare levnad
Efter hemkomsten uppmanades Ogier av vännen och professorn Nicolas Borbon att utge en reseberättelse, Ephemerides sive iter Danicum, Svecicum, Polonicum. D’Avaux genomdrev dock att det tog tjugo år innan boken gavs ut av hänsyn till riket, varför det utgavs först 1656, två år efter Ogiers död. Den utgavs av hans bror François Ogier.
Charles Ogiers hälsa hade skadats av ambassaden, och han ingick i Frankrike i ett kartusiankloster.